# Helgbustadøya
Helgbustadøya est une île de la commune de Hitra, en mer de Norvège dans le comté de Trøndelag en Norvège.

## Description
L'île de 13 km2 est située dans le Straumsfjorden juste au large de la côte nord-ouest de l'île de Hitra, juste à l'est des îles Bispøyan, à environ 10 kilomètres au nord-est du village de Kvenvær et à environ 8 kilomètres  au sud-ouest du village de Melandsjøen.
Pendant longtemps, l'île a semblé être abandonnée même si elle n'était qu'à quelques mètres de Hitra, à l'extrémité sud de l'île. La liaison routière avec Hitra a été ouverte en 1983.

## Réserve naturelle
Le tiers oriental de l'île a une forêt de pins qui est une réserve naturelle :  la réserve naturelle de Helgebostadøya (1992). Les deux tiers ouest sont un plateau rocheux et aride qui compte de nombreux étangs et zones marécageuses.